# Emil Nödtveidt
Emil Nödtveidt, även under pseudonymen Nightmare Industries, född 11 november 1976 i Göteborg, är en svensk musiker och musikproducent.
Emil Nödtveidt spelade tidigare i banden Swordmaster och Ophthalamia, och spelar sedan 2000 gitarr och keyboard i industrimetal-bandet Deathstars. Hans bror Jon Nödtveidt, som sjöng i Dissection, begick självmord i augusti 2006. När Emil fick reda på detta skrev han låten "Via the End", som finns med på Deathstars tredje album, Night Electric Night, vilket gavs ut i januari 2009.

## Diskografi

### Med Ophthalamia
- A Journey in Darkness (1994)
- Via Dolorosa (1995)
- To Elishia (1997)  (samlingsskiva)
- A Long Journey (1998) (nyinspelning av A Journey in Darkness)
- Dominion (1998)

### Med Deathstars
- Synthetic Generation (2003)
- Termination Bliss (2006)
- Night Electric Night (2009)
- The Perfect Cult (2014)
- Everything Destroys You (2023)